# صوفيا من تورينغيا
صوفيا من تورينغيا (بالألمانية: Sophie von Brabant)‏ (20 مارس 1224 - 29 مايو 1275) هي الزوجة الثانية لـ هنري الثاني، دوق برابانت ولوثير، وأيضا وريثة مقاطعة هسن التي انتقلت إلى ابنها هنري بعد انتصارها الجزئي في حرب الخلافة تورينغيا بحيث كانت واحدة من المتحاربين في حرب الخلافة التي استمرت لأكثر من 17 عاماً، هي ابنة لودفيغ الرابع، لاندغراف تورينغيا وسانت إليزابيث من المجر.

## الأبناء
ثم تزوجت من هنري الثاني في 1241 عندما في 17 من العمر؛ وكان لديهم ابن وابنة:-
1. هاينريش (1244 - 1308)، أصبح أول لاندغراف هسن منذ 1264، هو جد الأكبر لـ حكام هسن.
2. إليزابيث (1243 - 9 أكتوبر 1261)، تزوجت من ألبرخت الأول، دوق براونشفايغ-لونيبورغ.